# Альтернативная алгебра
Альтернативная алгебра — алгебра над полем, умножение в которой является альтернативным. Каждая ассоциативная алгебра, очевидно, альтернативна, однако существуют и неассоциативные альтернативные алгебры, примером которых являются октавы. Обобщение октав, седенионы, уже не обладают свойством альтернативности.

## Связь с алгеброй Мальцева
Для альтернативной алгебры и алгебры Мальцева существует аналог теоремы Пуанкаре — Биркгофа — Витта. Имеется следующая взаимосвязь между альтернативными алгебрами и алгебрами Мальцева: замена умножения {\displaystyle ab} в альтернативной алгебре M операцией коммутатора {\displaystyle [a,b]=ab-ba}, превращает её в алгебру Мальцева {\displaystyle M^{(-)}}.

## Ассоциатор
С использованием ассоциатора
{\displaystyle [x,y,z]=(xy)z-x(yz)}
определяющие альтернативную алгебру тождества примут вид
{\displaystyle [x,x,y]=0}
{\displaystyle [y,x,x]=0}
для любых элементов {\displaystyle x} и {\displaystyle y.} Отсюда, в силу полилинейности ассоциатора, несложно получить, что
{\displaystyle [x,y,z]+[y,x,z]=0}
{\displaystyle [x,y,z]+[x,z,y]=0}
Таким образом, в альтернативной алгебре ассоциатор является альтернативной операцией:
{\displaystyle [x,y,z]=\mathrm {sgn} \,\sigma [\sigma (x),\sigma (y),\sigma (z)]}
где {\displaystyle \sigma } — перестановка элементов {\displaystyle x,y,z,} {\displaystyle \mathrm {sgn} \,\sigma } — чётность этой перестановки. Верно и обратное: если ассоциатор альтернативен, то кольцо альтернативно. Именно из-за связи с альтернативностью ассоциатора альтернативные кольца получили такое название.
Аналогично можно показать, что для альтернативности ассоциатора достаточно выполнения любых двух из следующих тождеств:
{\displaystyle x(xy)=(xx)y}
{\displaystyle (yx)x=y(xx)}
{\displaystyle (xy)x=x(yx)}
откуда сразу следует третье из тождеств.